# 산투루수르주
산투루수르주(Santu Lussurgiu, it; 사르데냐어: Santu Lussurzu sc)는 코무네로 이탈리아 사르데냐 주 오리스타노도에 위치하며, 칼리아리에서 북서쪽으로 약 110 킬로미터 (68 mi), 오리스타노에서 북쪽으로 약 25 킬로미터 (16 mi) 떨어져 있다.
산투루수르주는 다음 지방 자치체와 접해 있다: 아바산타, 보나르카도, 보로레, 쿨리에리, 노르벨로, 파울릴라티노, 스카노디몬티페로, 세네게.

## 주요 명소
산투루수르주는 해발 503 미터 (1,650 ft)에 있는 참나무와 밤나무 숲으로 둘러싸여 있으며, 거대한 사화산인 몬티페루 가장자리에 위치한다.
농촌 박물관에는 치즈 생산, 철 제조, 농업 관련 도구들이 전시되어 있다. 지역 본당인 산 피에트로 교회는 동명의 광장에 위치하며, 산타 마리아 델리 안젤리 교회는 시장 광장 근처에 있다.
해발 808 미터 (2,651 ft)의 산탄토니오 알 몬테(산의 성 안토니오)는 여러 고대 참나무를 포함한 다양한 나무들로 덮여 있다. 1944년 성 안토니오를 기리기 위해 교회가 세워졌으며, 두 개의 성모상: 성모자상과 성 안토니오의 조각상이 있다. 야외 제단과 십자가의 길이라는 길이 있으며, 그리스도의 수난을 나타내는 조각상들이 있다.
산 레오나르도 데 시에테 푸엔테스는 해발 684 미터 (2,244 ft)에 위치하며, 산투루수르주에서 마코메르로 가는 북쪽 도로에 있는 작은 인근 정착지이다. 이곳은 주로 여름에만 사람들이 거주하며, 시원하고 고지대인 이곳으로 피난 오는 사람들이 많다. 12세기에 지어진 로마네스크 양식의 성 레오나르도 교회가 있다.

## 문화
산투루수르의 가장 잘 알려진 행사는 “사 카렐라 에 난티”로, 사육제 마지막 3일 동안 매년 열리는 가면을 쓴 쌍의 기수들이 가파른 도로에서 펼치는 경마이다. “칸티고스 인 카렐라”는 사육제 동안 또 다른 행사로, 사르데냐 전역의 민속 그룹들이 마을 거리를 행진한다.